# Kattegat
Kattegat (svensk: Kattegatt) er et farvand imellem Danmark og Sverige med et areal på ca. 21.000 km². I nord står det via Skagerrak i forbindelse med Nordsøen og i syd med Østersøen gennem Lillebælt, Storebælt og Øresund. Mod vest har det desuden forbindelse med Nordsøen gennem Limfjorden.
Kattegats nordlige grænse mod Skagerrak går ved en linje mellem Grenen og Paternosterskærene NV for Marstrand, og det afgrænses i syd mod Lillebælt af linjen Juelsminde-Æbelø, mod Storebælt af linjen Fyns Hoved-Røsnæs og mod Øresund af linjen Gilbjerg Hoved-Kullen, ifølge visse kilder[kilde mangler].

## Etymologi
Ifølge Den Store Danske Encyklopædi og Nudansk Ordbog stammer navnet fra de hollandske ord kat (kat) og gat (hul, gat). Det er afledt af senmiddelalderlig søfartsjargon, hvor kaptajnerne på Hanseforbundets handelsflåder plejede at sammenligne de danske sunde (Storebælt, Lillebælt og Øresund) med et hul så snævert, at selv en kat ville have vanskeligheder ved at klemme sig igennem, ikke mindst på grund af de mange rev og smulte vande, hvilket også talrige gamle skibsvrag minder om. Engang var de farbare vande blot 3,84 kilometer brede. Den københavnske gade Kattesundet har en sammenlignelig etymologi og betegner ligeledes en "snæver passage".
Et gammeldags dansk navn for både Skagerrak og Kattegat var Norgeshav, medens nordmændene omvendt i de gamle sagaer bruger betegnelsen Jótlandshaf ("Jyllandshav"). Antikkens forfattere betegnede den med det latinske navn Sinus Codanus.

## Farvandsbeskrivelse
Til Kattegat løber Gudenåen fra Danmark, og fra Sverige udmunder Götaelven ved Göteborg samt elvene Lagan, Nissan, Ätran og Viskan fra Halland. Øerne Anholt og Læsø med tilhørende grunde deler det nordlige Kattegat i Vester- og Østerrenden. Vesterrenden, som mellem Læsø og Jylland hedder Læsø rende, er lavest med største havdybder på 10-20 m og mange grunde med kun 6-9 m vand.
Østerrenden er langt dybere, idet den ud for Marstrand er lidt over 100 m og sydpå over 50 m over lange strækninger. Også her ligger der dog grunde som f.eks. Fladen grund (6,5 m) og Lille Middelgrund (5,5 m). Kattegat syd for Anholt har en dybde på 20-43 meter, også med større og mindre grunde, som Store Middelgrund (6,5 m), Lysegrunden (6 m), Hasten grund (2 m) og Schultzes grund (3 m). Her ligger også øerne Hjelm ved den jyske kyst og Hesselø nord for Sjælland. De dybe dele fortsætter dels ned i Øresund og dels gennem Samsø Bælt mellem Samsø og Sjælland til Storebælt. I den sydvestlige del af Kattegat er farvandet meget afvekslende med dybe render, mange grunde og flere småøer.
På den jyske kyst danner Kattegat indskæringerne Ålbæk bugt mod nord mellem Grenen og Frederikshavn og Ålborg Bugt mellem Stensnæs, Læsø og Djursland, hvorfra Limfjorden, Mariager Fjord og Randers Fjord udgår. Sydligere er det Ebeltoft vig, Århusbugten med Begtrup vig og Kalø vig samt Horsens fjord. Mod syd findes indskæringerne Odense fjord og Sejerø bugt.
På Kattegats østlige kyst mod Sverige er de største indskæringer Älvefjorden, Kungsbackafjorden, Laholmsbukten og Skälderviken. Nord for Varberg er kysten en skærgårdskyst.
Kattegat er i vore dage et særdeles opmålt og afmærket farvand, hvor alle grunde og rev er godt markeret ved hjælp af fyr eller bøjer.

## Besejling
Omkring 70.000 skibe sejler på Kattegat om året, og trafikken ledes i adskilte ruter for øget sikkerhed.
Især det østlige Kattegat er en "hovedvej" for skibsfarten med stor trafik til Østersøen (via Storebælt) og Kattegats største havn i Göteborg, og på forbindelsen mellem Øresund (med Københavns havn) og Skagerrak/Nordsøen foruden en hel del lokaltrafik mellem farvandets havne. Der er desuden en del færgeforbindelser, som krydser Kattegat, hvoriblandt kan nævnes ruten Frederikshavn-Göteborg samt ruter til Norge fra København, Frederikshavn og Kiel. I den sydvestlige del af Kattegat findes den direkte færgeforbindelse mellem Sjællands Odde og både Århus og Ebeltoft i Jylland.
I stille vejr er der i Kattegat en nordgående strøm af brakvand i overfladen og en sydgående, mere saltholdig strøm dybere. Saliniteten i Kattegat er omkring 20 promille, idet overfladevandet ligger mellem 16-21 promille og bundvandet på ca. 30-31 promille. Kattegat har meget ringe tidevand med en forskel på ebbe og flod på kun 10-30 cm. I strenge vintre kan Kattegat være frosset til, men sjældent så meget, at skibsfarten helt ophører.[kilde mangler]

## Fiskeri
Kattegat har altid været et vigtigt fiskefarvand med fangst af især rødspætter, torsk, sild og makrel. Tidligere fangedes også en del tun, men det sker nu kun sjældent. Der foregår desuden fangst af hummer (jomfruhummer) ved Anholt og Læsø.[kilde mangler]
Kattegat blev i 2004, sammen med 146 andre områder i verdenshavene – herunder også Østersøen – udpeget til "død zone" af FN's miljøprogram (UNEP) på grund af den store tilførsel af kvælstof og det deraf følgende og tilbagevendende iltsvind.[kilde mangler]

## Naturbeskyttelse
Store dele af Kattegat er i dag underlagt naturbeskyttelse via diverse konventioner, som for eksempel Natura 2000, EU-habitatområder, fuglebeskyttelse- og Ramsar områder eller blot almindelig beskyttelse og fredning. Blandt de store områder kan nævnes Ålborg Bugt (F112 på 177.360 ha), havet syd for Læsø (H9, F10, R10 på 102.714 ha inkl. strandenge), havet nord for Anholt (H42, F32, R12 på 47.878 ha inkl. Anholt selv), Sejerø Bugt (ca. 44.500 ha inkl. de omkringliggende områder), Horsens Fjord og havet øst herfor (45.823 ha), Lillebælt (H96, F47, R15, på 35.043 ha) og det centrale Storebælt (H100, F73, F98 på 62.311 ha inkl. Vresen).

## Øer i Kattegat
| Göteborgs nordlige skærgård | Göteborgs sydlige skærgård | Hallandskysten                                                                                         | Ydre del (nordøst for Sjællands Odde/Ebeltoft)                                                         | Indre del (mellem Fyn, Sjælland og Jylland) |
| --- | --- | --- | --- | --- |
| - Rörö - Hyppeln - Källö-Knippla - Hälsö - Björkö - Öckerö - Kalvsund - Hönö - Grötö - Fotö - Vinga - samt flere mindre eller ubeboede øer. | - Galterö - Brännö - Rivö - Asperö - Köpstadsö - Stora Knarrholmen - Stora Rösö - Stora Känsö - Vargö - Styrsö - Donsö - Sjumansholmen - Kärholmen - Vrångö - samt flere mindre eller ubeboede øer. | - Vendelsö - Lyngaskär - Hallands Väderö (der hører til Skåne) - samt flere mindre eller ubeboede øer. | - Hirsholmene - Deget og Hjellen ved Frederikshavn - Læsø med Nordre Rønner - Anholt - Hesselø - Hjelm | - Samsø med Kyholm og Lindholm - Vejrø med Bosserne (Bosser Flak) - Sejerø - Nekselø - Tunø og Tunø Knob - Svanegrunden - Hov Røn ud for Hov - Endelave - Æbelø, Dræet og Ejlinge - Mågeøerne ved Bogense |

57°N 11°Ø / 57°N 11°Ø